# 三甲基氟锗烷
三甲基氟锗烷是一种有机锗化合物，化学式为(CH3)3GeF。它可由三甲基氯锗烷或三甲基溴锗烷的斯沃茨反应制得，或由四甲基锗和氟化氢的反应、六甲基氧化锗（Me3GeOGeMe3）和三氟化硼的反应得到。它和六甲基硫化硅（Me3SiSSiMe3）加热反应，可以得到六甲基硫化锗。